# Udea fulvalis
Udea fulvalis là một loài bướm đêm thuộc họ Crambidae. Nó được tìm thấy ở châu Âu.
Sải cánh dài 24–29 mm. Con trưởng thành bay từ tháng 6 đến tháng 8 tùy theo địa điểm.
Ấu trùng ăn Ballota, Dogwood, Lychnis, Nepeta và Salvia pratensis.